# Marko Marulić

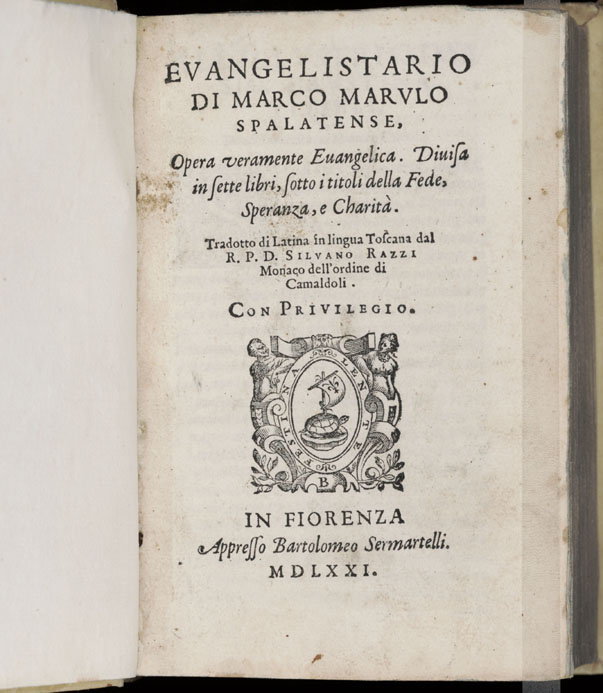
Marko Marulic Evangelistarium

Marko Marulić (ur. 18 sierpnia 1450 w Splicie, zm. 5 stycznia 1524 tamże) – poeta dalmatyńskiego renesansu. Tworzył zarówno w języku łacińskim (przede wszystkim traktaty etyczne) jak i chorwackim (liryka). Nazywany ojcem chorwackiej literatury.
Jego wizerunek od 1995 roku znajduje się na Orderze Chorwackiej Jutrzenki.
Ważniejsze utwory:
- O dobrej organizacji spraw doczesnych za przykładem świętych,
- Judyta – poemat epicki na motywach losów biblijnej Judyty, niosący przesłanie-ostrzeżenie dla mieszkańców Splitu zagrożonego przez Turków,
- Modlitwa przeciw Turkom.